# Adejeania palpalis
Adejeania palpalis är en tvåvingeart som beskrevs av Charles Howard Curran 1947. Adejeania palpalis ingår i släktet Adejeania och familjen parasitflugor.
Artens utbredningsområde är Panama. Inga underarter finns listade i Catalogue of Life.